# Красносельский Ювелирпром
«Красносельский Ювелирпром» — советский и российский ювелирный завод, одно из крупнейших российских отраслевых предприятий.
Завод расположен в посёлке Красное-на-Волге Костромской области. Завод в СССР награждён Орденом «Знак почёта». На предприятии работает около 600 человек. Генеральным директором завода с 2000 по 2015 год являлся Гумеров Флун Фагимович.
Завод входит в состав ювелирной компании «Алмаз-Холдинг» и является её главной производственной базой. При заводе работает музей.

## История
В 1919 году несколько кустарных производств села Красное-на-Волге создали артель «Красносельский кустарь».
Ювелирные изделия предприятия (филигранные броши из серебряного кружева, ажурные подстаканники, украшенные вставками из эмали, легкие шкатулки, дамские аксессуары) были представлены на Всемирной выставки в Париже в 1937 году и удостоены золотой медали.
Для Всемирной выставки в Нью-Йорке в 1939 году мастера завода изготовили филигранный герб СССР.
30 мая 1969 года Указом Президиума Верховного Совета СССР предприятие было награждено орденом «Знак Почета».
В 1992 году образовано акционерное общество «Красносельский Ювелирпром». Из состава производственного объединения выделились в отдельные акционерные общества «Костромской ювелирный завод» и «Подольский ювелирный завод». В 1997 году «Красносельский Ювелирпром» стал основным изготовителем для торговой марки «Алмаз-холдинг».
В 2009 году «Красносельский Ювелирпром» экспортировал 10 % своей продукции за рубеж.

## Производство
Среди технологий, применяемых на предприятии: 3D-моделирование, литье, штамповка, технология давления, лазерный раскрой, гальванопластика, чеканка, сканно-филигранная техника, финифть, эмаль, декоративная обработка. Производство также ведется на германском и итальянском оборудовании.
В настоящее время «Красносельский Ювелирпром» — одно из немногих предприятий, выпускающих изделия по технологии финифти.
ПАО «Красносельский Ювелирпром» — единственное предприятие в Костромской области, изготавливающее интерьерные, религиозные предметы и украшения в сканно-филигранной технике с использованием эмали и финифти. Предприятие создает ювелирные изделия и сувениры из сплавов золота, серебра и цветных металлов, изделия посудной группы (чайные, кофейные, винные наборы, ложки).

### Продукция
Ритуально-обрядовые изделия, ожерелья, кольца, серьги, браслеты, вазы, кубки, изделиях посудной группы, скань, подвески. Для производства используются жемчуг, бриллианты, топазы, аквамарины, сердолики, агаты, аметисты, яшма и бирюза. Завод выпускает изделия из золота и серебра со вставками, финифтью и горячей эмалью, цепи, в том числе с алмазной гранью.
В ассортименте также предметы сервировки стола. Перспективным направлением считается выпуск ювелирных украшений из металлов платиновой группы с использованием натуральных камней; производится выпуск сканных изделий с цветной и витражной эмалью.
Ювелирные композиции «Жар-птица», «Храм Христа Спасителя», «Снегурочка» признаны раритетами ювелирного искусства.
Ассортиментный кабинет ПАО «Красносельский ювелирпром» обладает экспозицией ювелирных изделий, ставший доступным для посещения туристов.

### Место на рынке
Продукция ПАО «Красносельский Ювелирпром» в начале 2000-х составляла основную долю продукции, выпускаемой на тот момент крупными и средними предприятиями Красносельского района. Однако с годами объём выпуска постепенно снижался и на 2015 год завод занял 13-ю рейтинговую строчку среди костромских производителей. Предприятие являлось так же в 2000-е одним из лидеров в России по производству изделий из серебра, в том числе скани.
В 2000 году завод стал одним из ювелирных предприятий, вошедших в состав «Московских патриарших мастерских». Изделия данного направления несут на себе благословение Патриарха Московского и Всея Руси Алексия II.

## Участие в выставках и форумах
С 21 по 24 июня 2001 года приняла участие в ювелирной выставке-ярмарке, которая впервые проходила в рамках фестиваля «Золотое кольцо России» в Костроме.
Устроитель V Ювелирного фестиваля 24 июня 2004 года.
На форуме Сочи-2010 были представлены изделия завода «Жар-птица», «Снегурочка», «Тройка», «Храм Василия Блаженного», выполненные из драгоценных металлов и камней.

## Награды
- Орден «Знак Почёта»[3]